# Lindigshof (Gerstungen)
Lindigshof is een plaats in de Wartburgkreis in de Duitse deelstaat Thüringen. Het dorp ligt aan de Suhl, een zijriviertje van de Werra. Vlak buiten het dorp is door de bouw van een stuwdam in de rivier een stuwmeer ontstaan.

## Geschiedenis
In 1970 werd Suhl samengevoegd met Marksuhl, dat op 6 juli 2018 opging in de gemeente Gerstungen.